# Дохно (село)
До́хно — село в Україні, у Чечельницькій селищній громаді Гайсинського району Вінницької області.
Село знаходиться на пд.-сх. від с. Бондурівка. Тут є залізнична станція Дохно.
Біля села знаходиться знамените Дохнянське лісництво та протікає річка Дохна, права притока Південного Бугу. 2010 Василь Коваленко створив музей рідного села.

## Історія
12 червня 2020 року, відповідно розпорядження Кабінету Міністрів України № 707-р «Про визначення адміністративних центрів та затвердження територій територіальних громад Вінницької області», село увійшло до складу Чечельницької селищної громади.
17 липня 2020 року, в результаті адміністративно-територіальної реформи і ліквідації Чечельницького району, село увійшло до складу Гайсинського району.

## Населення

### Мова
Розподіл населення за рідною мовою за даними :
| Мова       | Кількість | Відсоток |
| ---------- | --------- | -------- |
| українська | 192       | 96.48%   |
| російська  | 7         | 3.52%    |
| Усього     | 199       | 100%     |